# Leonid Mikitenko
Leonid Mikitenko   (Huliai Pole, 8 de febrer de 1944 - Almati, 3 de març de 2019) fou un atleta ucraïnès, especialista en curses de fons, que va competir sota bandera de la Unió Soviètica durant la dècada de 1960.
El 1968 va prendre part en els Jocs Olímpics d'Estiu de Ciutat de Mèxic, on disputà dues proves del programa d'atletisme. Fou dissetè en els 10.000 metres, mentre en els 5.000 metres quedà eliminat en sèries.
En el seu palmarès destaca una medalla de bronze al Campionat d'Europa d'atletisme de 1966 en els 10.000 metres, rere Jürgen Haase i Lajos Mecser. A nivell nacional es proclamà campió soviètic dels 5.000 metres el 1970 i dels 10.000 metres el 1966 i 1968.

## Millors marques
- 5.000 metres. 13' 36,4" (1967)
- 10.000 metres. 28' 12.4" (1968)[5][1]